# Прамени
Прамени (в пер. с чешского «Источники») — деревня, муниципалитет в районе Хеб Карловарского края в Чехии. Население около 100 человек. Рядом находится город Марианске-Лазне. Средняя высота над уровнем моря: 725 м. В поселке находится часовня, старая ратуша, статуя Святого Иоанна Непомуцкого.

## История
Первое упоминание о поселке относится к 1357 году. Первоначально он упоминался как шахтерский посёлок и приходская деревня. В позднем средневековье в этом районе добывали серебро и олово. После Тридцатилетней войны в XVII веке горнодобывающая промышленность почти исчезла, и население переключилось на сельское хозяйство и торговлю.
В 1872 году население составляло около 2500 человек. К 1930 г. в 274 домах было 1527 жителей. Из них 16 жителей заявили чехословацкое гражданство и 1501 немецкое. Было 1509 католиков, 10 протестантов и 1 еврей. В 1961 году осталось 180 человек.

## Достопримечательности
- Ратуша 1870 года — здание позднего барокко с башней, встроенной в ось фасада (было добавлено только во время реконструкции после 1990 года).
- Крепость Кайзерруэ (Стражиште), археологические раскопки относятся к 1265 г. до н. э..
- Остатки часовни Девы Марии (находятся на склоне холма к западу от деревни).
- Частный музей Яна Лебеля (работает с 2011 года).

## Природа
Деревня находится в заповедной зоне Славковского леса. На территории муниципального образования есть небольшие охраняемые территории: Национальный природный памятник Кресты, Национальный природный памятник Уполинова лука под Кржижки, Водно-болотный заповедник Под Влкем, Кладские Рашелины Национальный Природный Заповедник, заповедник Влчек.

## Минеральные воды
С XVI века люди используют минеральные источники, которые в изобилии имелись в окрестностях, с названиями Гизелин, Рудольф и Винсент и др.. В 2012 году источники Рудольфа и Жизелины в бывшем курортном парке были модифицированы и доступны. В настоящее время минеральные источники находятся на полях на территории муниципалитета с доходностью около 15 литров в секунду. В начале 2019 года земля с восемью скважинами минеральной воды была продана. Муниципалитет Прамены продал эти земли за десять миллионов крон компании, принадлежащей российскому предпринимателю Дмитрию Вайнеру. Он также является единственным кредитором деревни.